# مارتن البريشتسين
مارتن البريشتسين (بالدنماركية: Martin Albrechtsen)‏ (31 مارس 1980 الدنمارك - ) هو لاعب كرة قدم دانمركي، يلعب كمدافع.

## مسيرته الكروية
لعب مارتن البريشتسين خلال مسيرته الاحترافية مع 7 أندية في واحد وعشرون موسمًا وسجل خلالها 16 هدفًا ضمن 456 مباراة. حيث فاز في موسمين بالكأس وفي موسمين بالدوري.
خاض مارتن البريشتسين مسيرته مع نادي أوبه في موسم 1998–99 ليلعب معه أربعة مواسم، مشاركًا في 89 مباراة سجل خلالها 3 أهداف. ثم انتقل إلى نادي كوبنهاغن في موسم 2001–02 واستمر معه طيلة ثلاثة مواسم، حيث شارك في 72 مباراة ولم يسجل أي هدف. لينتقل بعدها إلى نادي وست بروميتش ألبيون في موسم 2004–05 ليلعب معه أربعة مواسم، مشاركًا في 118 مباراة سجل خلالها 4 أهداف. ثم انتقل إلى نادي ديربي كاونتي في موسم 2008–09 لمدة موسم واحد، مشاركًا في 35 مباراة سجل خلالها هدفين. هذا وانتقل لاحقًا إلى نادي ميتييلاند في موسم 2009–10 واستمر معه طيلة ثلاثة مواسم، مشاركًا في 59 مباراة سجل خلالها 4 أهداف. ثم انتقل بعدها إلى نادي بروندبي في موسم 2012–13 ليلعب معه خمسة مواسم، مشاركًا في 81 مباراة سجل خلالها 3 أهداف. ليعود وينتقل من جديد، لكن هذه المرة إلى نادي هورسينس في موسم 2016–17 لمدة موسم واحد، مشاركًا في مباراتين ولم يسجل أي هدف.

## وصلات خارجية
مارتن البريشتسين على موقع إي إس بي إن إف سي (الإنجليزية)
- مارتن البريشتسين على موقع قاعدة بيانات كرة القدم.إي يو (الإنجليزية)
- مارتن البريشتسين على موقع ناشيونال فوتبول تيمز (الإنجليزية)
- مارتن البريشتسين على موقع Soccerbase.com (لاعب) (الإنجليزية)
- مارتن البريشتسين على موقع Soccerway.com (الإنجليزية)
- مارتن البريشتسين على موقع عالم كرة القدم.نت (الإنجليزية)